# Kosarivșciîna, Romnî
Kosarivșciîna (în ucraineană Косарівщина) este un sat în comuna Volodîmîrivka din raionul Romnî, regiunea Sumî, Ucraina.

## Demografie
Componența lingvistică a localității Kosarivșciîna
     Ucraineană (98,31%)
     Alte limbi (1,7%)
Conform recensământului din 2001, majoritatea populației localității Kosarivșciîna era vorbitoare de ucraineană (98,31%), existând în minoritate și vorbitori de alte limbi.